# Verwaltungsgemeinschaft Eichsfelder Kessel
De Verwaltungsgemeinschaft Eichsfelder Kessel in het Thüringische landkreis Eichsfeld was een gemeentelijk samenwerkingsverband waarbij vijf gemeenten waren aangesloten. 
Op 1 januari 2019 werd de Verwaltungsgemeinschaft opgeheven en werden de gemeenten samengevoegd in de gemeente Niederorschel, waar zich tot die dag het bestuurscentrum van het samenwerkingsverband bevond. 

## Deelnemende gemeenten
De volgende gemeenten maakten deel uit van de Verwaltungsgemeinschaft:
1. Deuna
2. Gerterode
3. Hausen
4. Kleinbartloff
5. Niederorschel